# Марк Антоний Руфин
Марк Антоний Руфин (лат. Marcus Antonius Rufinus) — римский политический деятель первой половины II века.
Руфин, по всей видимости, происходил из кампанского города Абеллин, патроном которого он был. В 131 году он занимал должность консула-суффекта вместе с Сергием Октавием Ленатом Понтианом. В 136 году Руфин находился на посту легата пропретора провинции Фракия. О дальнейшей его биографии нет никаких сведений.